# IC 2554B
IC 2554B је спирална галаксија у сазвјежђу Прамац која се налази на листи објеката дубоког неба у Индекс каталогу.
Деклинација објекта је - 67° 1' 17" а ректасцензија 10h 8m 51,6s. Привидна величина (магнитуда) објекта IC 2554 износи 13,3 а фотографска магнитуда 14,0. IC 2554B је још познат и под ознакама ESO 92-12A, PGC 29511.